# هوموسيستين
هوموسيستيين أو هوموسيستين  (Hcy) هو أحد ألفا الأحماض الأمينية التي تتواجد في جسم الإنسان ولكنه ليس من منشأت البروتينات. ينتج في عملية الأيض ناتج وسطي في تفاعل نقل ذرة كربون واحدة، وينتج من تفاعل نزع الميثيل من L-ميثيونين كمانح للميثيل. زيادة مستوى الهوموسيستين في الدم يمكن أن يتلف الأوعية الدموية. كما يرتبط ارتباطا وثيقا ب تصلب الشرايين وما لها من عواقب أمراض القلب (الشريان التاجي) والدورة الدموية في الدماغ، والخرف في الشيخوخة، والاكتئاب. القيم المخبرية العادية في اختبار الدم تتراوح بين 5 و 10 مكرومول·ليتر−1. تنظيم مستويات الهوموسيتين في الدم يتطلب إمدادات كافية من البيتين و فيتامينات ب12، ب6 وحمض الفوليك (الذي هو فيتامين ب9) . العلاج الوقائي ما زال مثيرا للجدل.
عند ارتباط جزيئان من من الهيموسيستين يمكن أن يتكون Homocystine عن طريق رابطة كبريتية ثنائية. عند تكون مستويات مرتفعة من الحمض الاميني في الدم يتم التخلص منه البول (بيلة الهوموسيتين).

## التاريخ
الهيموسيستين تم اكتشافه في عام 1932 من قبل فينسنت دو فينيو عندما كان يبحث في الروابط المحتوية على الكبريت. ولكن في عام 1962 عرف كارسون ونيل العلاقة بين الهيموسيستين وبعض الأمراض. ووجدوا زيادة كبيرة في مستويات الحمض الاميني في البول عند مجموعة من الأطفال ذوي الإعاقات العقلية، وافترضا انه بسبب خلل إنزيمي – بيلة الهوموسيستين الكلاسيكية، تنجم عن خلل في Cystathionine-β-ترانسفيراز.

## الخواص

### الخواص الكيميائية
الهموسيستين يتواجد أساسا على يهيئة«ملح داخلي» أو ايون مزدوج، بسبب انتقال البروتون من مجموعة الكربوكسي إلى زوج من الالكترونات من ذرة النيتروجين من المجموعة الأمينية.

ايونات مزدوجة من L-هيموسيستين يسارا او D-هيموسيستين يمينا

في المجال الكهربائي، لا ينتقل الايون المزدوج إلى أي قطب، لأنه ككل غير مشحون. من خلال مجموعة ال CH2 التي تميزه عن السيستين يمكن للهيموسيستين ان يكون حلقة خماسية غير متجانسة، وهو ما يسمى ثيولاكتون. هذا التشكل الحلقي كفيل بمنع تشكل روابط ببتيدية مستقرة.بذلك فإن البروتينات المحتويه على الهيموسيستين تميل إلى الانقسام.

## الأهمية في الكيمياء الحيوية
من L-هيموسيستين وميثيل رباعي حمض الفولات، يمكن بواسطة انزيم الميثيونين سانثاز، إنتاج الحمض الأميني L-ميثيونين تحت تفاعل إعادة الميثيل. الميثيونين سينسيز يتطلب فيتامين ب12 كعامل مرافق. يمكن ان ينتج الميثيونين من الهيموسيستين في الكبد والكلى بواسطة انزيم البيتين-هيموسيستين-ميثول تراسفيراز. العامل المرافق للانزيم في هذا التفاعل هو البيتين. هدم الهيموسيستين يتم عبر Transsulfuration، أحد الخطوات التي تعتمد على فيتامين ب6.
يقوم L-ميثيونين من جهة بإنشاء البروتينات ومن ناحية أخرى، في تكوين (S-adenosylmethionin (SAM كيميائيا. SAM هو أهم المانحات لمجموعة الميثيل في عملية الأيض الخلوية. عند منحة لمجموعة الميثيل ينتج
(S-Adenosyhomocystein (SAH ، الذي يتحلل إلى أدينوسين و L-هيموسيستين.
SAH يثبط عمليات الميثلة، هدم المركب إلى الهيموسيستين مهم من اجل ابقاء عمليات الميثلة. إذا حصل خلل في هدم الهيموسيستين سيحصل خلل في عمليات الميثلة في الخلية.
بالإضافة لأهميته في الكيمياء الحيوية، يعتقد أن الهوموسيستين كان له دور كبير في نشأة الحياة على الأرض.

## أهميته الصحية
الهيموسيستين يتواجد في الحالات الطبيعية في جسم الإنسان. ومع ذلك، يمكن أن يؤدي تواجده بكميات مرتفعة في الدم إلى هيبر هيموسيتاينإيمي. حتى الكميات المرتفعة قليلا يمكن أن تؤدي إلى رفع خطر الإصابة بأمراض القلب والأوعية الدموية. انخفاض في مستويات الحمض الأميني، يمكن أن يكون لها تأثير وقائي، ومع ذلك، لا يزال لا توجد دراسات تثبت هذا. في حالة نقص فيتامين B12 يرتفع معدل الهيموسيستين، ويمكن استخدام الهيموسيستين كمقياس لعلاج نقص فيتامين B12 (في حالة العلاج الفعال يجب أن يعود المستوى المرتفع للهيموسيستين إلى المعدل الطبيعي مرة أخرى أخرى).
افرازات المعدة لحمض الهيدروكلوريك تساعد امتصاص فيتامين بي 12 في الدم واستفادة الجسم منه. أثناء الشيخوخة تنقص افرازات المعدة وبالتالي يقل امتصاص فيتامين بي12 في الدم. فيتامين بي 12 لا يمكن لجسم الإنسان من صنعه. ولا يوجد إلا في اللحوم ولحوم الطيور، ولكن الجسم يمكنه تخزينه مدة قد تصل إلى 3 سنوات. فيتامين بي 12 لا يوجد في الخضروات. من يداوم على تناول حمية غذائية من الخضروات فقط (الخضريون)  من دون تناول لحوم، عليه شراء كبسولات أو أقراص فيتامين بي12 ليحصل جسمه على هذا الفيتامين الهام للصحة.